# Lisan van Hulten
Lisan van Hulten (Mill, 5 maart 1996) is een Nederlandse handbalster die uitkwam in de Duitse 2. Bundesliga voor TuS Lintfort. Momenteel is ze aan het afbouwen en speelt ze bij VHC’13 in Valkenswaard.
Ze begon haar carrière bij de Millse handbalclub MHV '81. In 2013 viel ze net buiten de nationale jeugdselectie voor de Europees Olympisch Jeugdzomerfestival in Utrecht en het EK in Polen. Dit was een van de redenen voor haar om een stap hogerop te maken.
In 2013 maakte ze daarom de overstap naar eredivisieclub Sercodak/Dalfsen waar ze 14-15 uren per week ging trainen. Bij Sercodak Dalfsen maakte ze haar Champions League-debuut tegen de Turkse kampioen Muratpasa BSK uit Antalya, terwijl ze nog geen eredivisiewedstrijd had gespeeld. Na één seizoen vertrok ze vanwege de zware concurrentie op de cirkelpositite bij Dalfsen. Ze maakte de overstap naar eerste divisie club Targos Bevo HC, waar ze is uitgegroeid tot een van de meeste ervaren speelsters. Vanaf het seizoen 2017/2018 speelt van Hulten in Duitsland bij 3. Liga club TuS Lintfort, 30 kilometer gelegen over de grens bij Venlo.